# Eucalyptus diversicolor

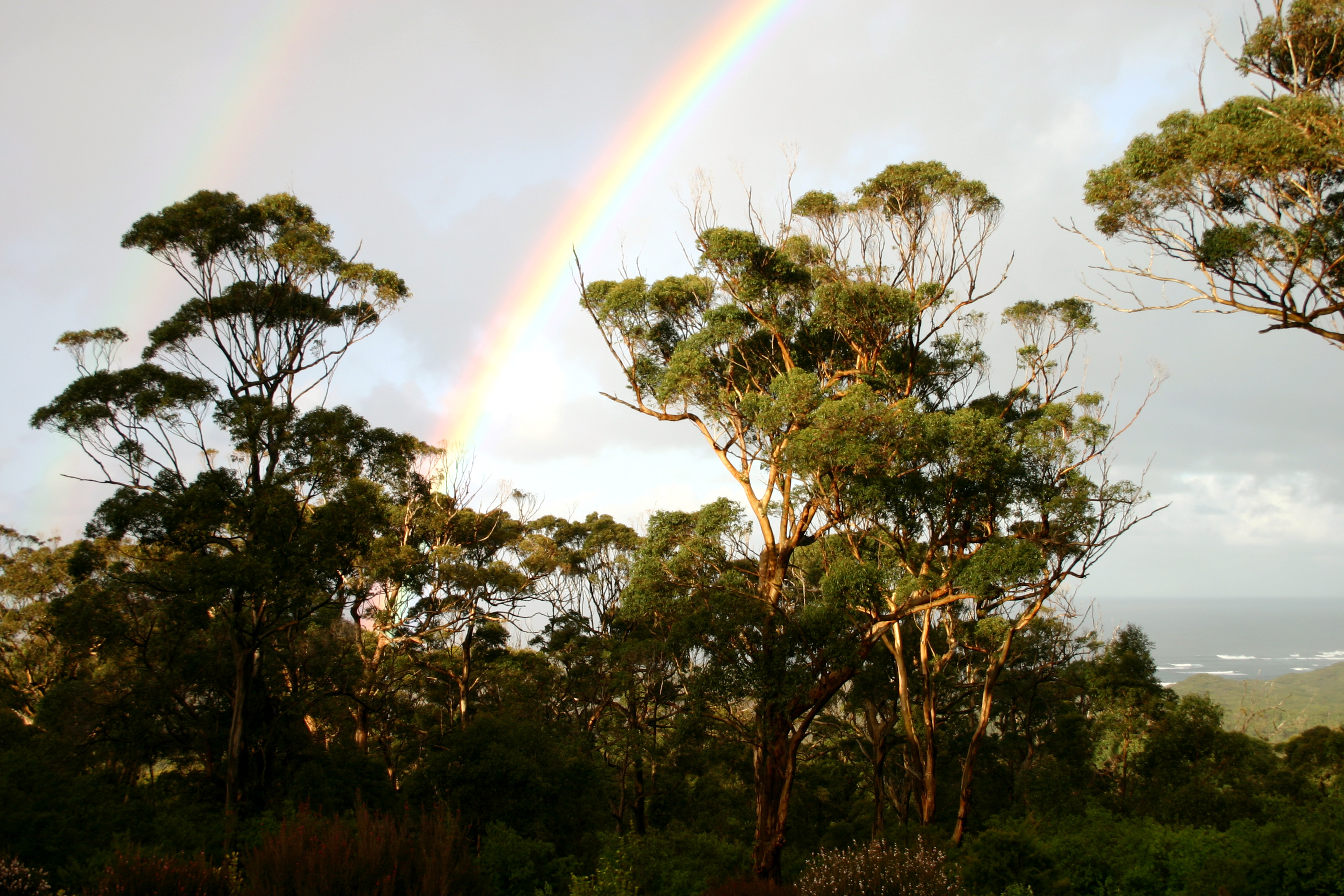
Веселка и дерева евкаліпта різнобарвного

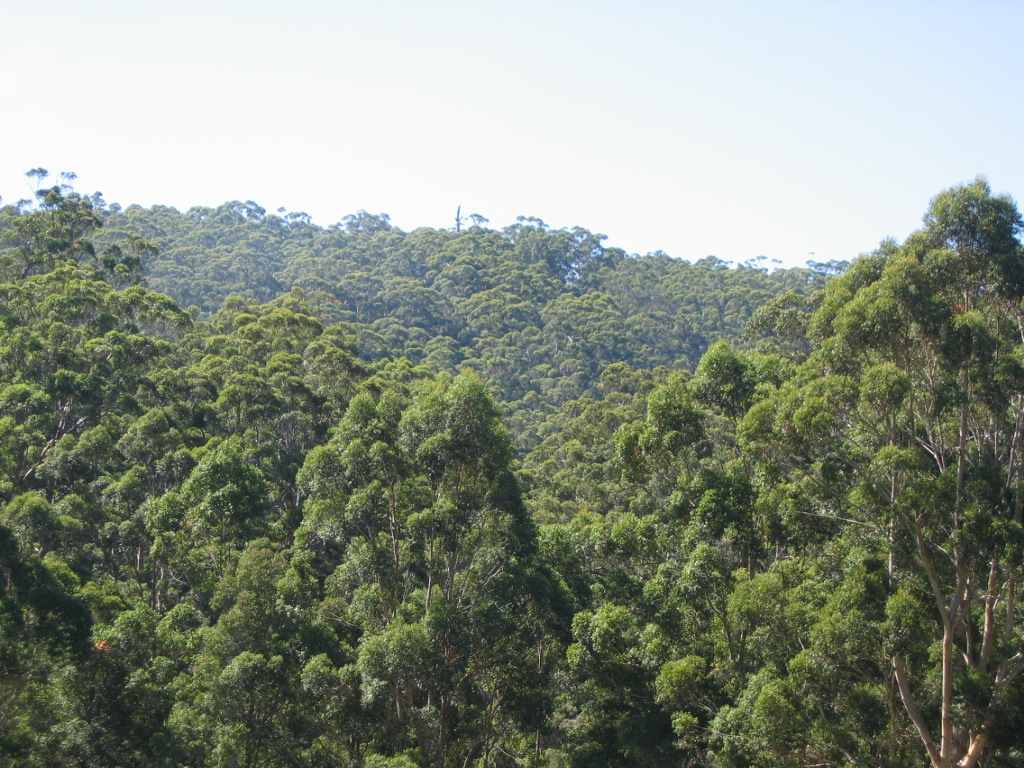
Ліс каррі біля міста Пембертон

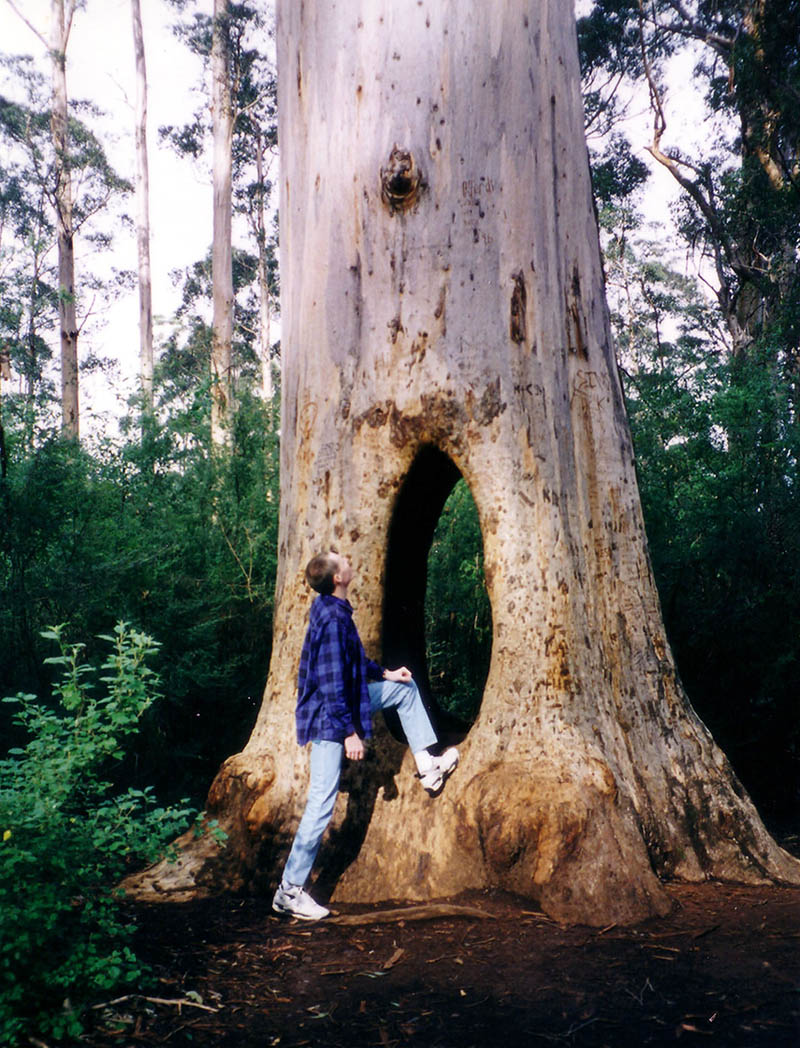
Евкаліпт різнобарвний у національному парку Биделап

Eucalyptus diversicolor (укр. Евкаліпт різнобарвний) — вічнозелене дерево роду евкаліпт, родини миртових. Місцева назва — каррі.

## Ботанічний опис
Евкаліпт різнобарвний — одне з найбільших дерев на планеті, його максимальна висота сягає 86 метрів. Стовбур прямий, звужується догори, без бічних відгалужень. У дорослих дерев гілки присутні тільки у верхній частині крони. Крона ажурна і пропускає багато світла.
Стара кора сірувато-білого кольору, нова — оранжево-рожева. Під час скидання старої кори (вона відшаровується шматками), стовбур дерева виглядає строкатим, плямистим.
Листки темно-зелені зверху і світліші знизу, сягають 90-120 мм у довжину і 20-30 мм у ширину.
Квітки кремового кольору — в суцвіттях по 7 квіток, кожна в діаметрі по 18-28 мм.
Плоди бочкоподібні, 7-10 мм в довжину і 10-15 завширшки, містять безліч дрібного сухого насіння.
Цвіте евкаліпт різнокольоровий з весни по літо. Деревина дуже міцна, червоно-коричневого кольору.
Ґрунти, на яких ростуть дерева, нерідко бідні мінеральними речовинами, і дерева переходять до цвітіння тільки після пожеж, використовуючи поживні речовини від згорілої лісової підстилки. В основному каррі ростуть на суглинних ґрунтах. Ґрунт удобрює скинута кора дерев.

## Поширення
Евкаліпт різнобарвний є ендеміком південно-західного узбережжя Західної Австралії. Найкращі умови для евкаліпта різнобарвного у районі міста Пембертон, де випадає більше 1000 мм опадів на рік. Евкаліпт різнобарвний натуралізований у Африці.

## Застосування
Евкаліпт різнобарвний широко використовується в будівельній індустрії, а також для виготовлення меблів.